# Simulium ngabogei
Simulium ngabogei es una especie de insecto del género Simulium, familia Simuliidae, orden Diptera.
Fue descrita científicamente por Fain, 1950.